# Charles H. Fahy

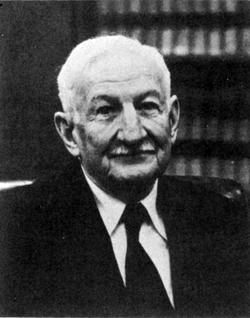
Charles H. Fahy

Charles H. Fahy (* 27. August 1892 in Rome, Floyd County, Georgia; † 17. September 1979 in Washington, D.C.) war ein US-amerikanischer Jurist und United States Solicitor General.

## Biografie
Nach dem Schulbesuch studierte er zunächst an der University of Notre Dame und erwarb dort 1911 einen Bachelor of Arts (B.A.). Ein anschließendes Postgraduiertenstudium der Rechtswissenschaften an der Law School der Georgetown University beendete er 1914 mit einem Bachelor of Laws (LL.B.). Nach seiner Zulassung im Bundesstaat New Mexico war er als Rechtsanwalt tätig, ehe er nach dem Eintritt der USA in den Ersten Weltkrieg als Pilot diente. Für seine militärischen Verdienste wurde er mit dem Navy Cross ausgezeichnet. Nach Kriegsende war er wieder als Rechtsanwalt tätig.

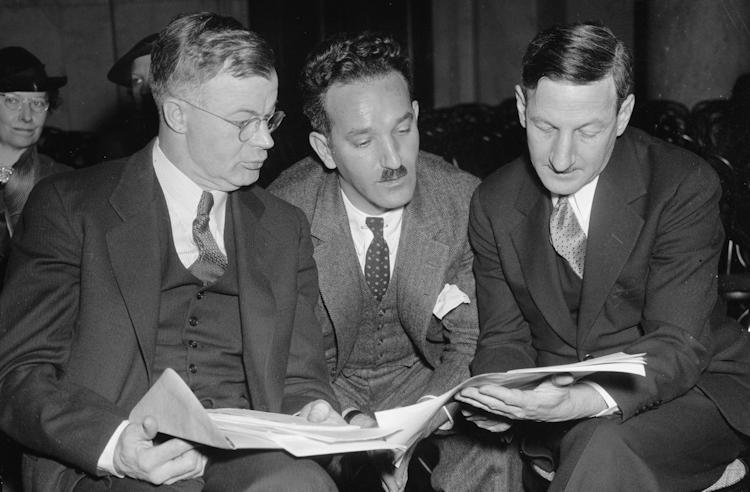
Fahy (rechts) mit dem Präsidenten des National Labor Relations Board, J. Warren Madden (links) (1937)

1932 wurde er Staatsanwalt von Santa Fe, wechselte jedoch 1933 in das Innenministerium der Vereinigten Staaten, in dem er bis 1935 Erster Assistent des Solicitor war. Zeitgleich war er von 1934 bis 1935 Präsident der Erdölverwaltungsbehörde (Petroleum Administrative Board). Danach war er bis 1940 als Chefberater der Behörde für nationale Arbeitsbeziehungen (National Labor Relations Board) tätig.
1940 wechselte er in das Justizministerium und war zunächst Assistent des Solicitor General. Im November 1941 wurde er von US-Präsident Franklin D. Roosevelt zum United States Solicitor General ernannt und bekleidete diese drittwichtigste Position im Justizministerium bis September 1945.
Anschließend war er zuerst Rechtsberater des Alliierten Kontrollrates in Deutschland. Unter anderem sprach er sich aus für eine vorläufige Suspendierung des nationalsozialistischen Gesetzes zur Verhütung erbkranken Nachwuchses vom 14. Juli 1933, bis eine Anwendung wieder im öffentlichen Interesse liege. Danach war er von 1946 bis 1947 Berater im US-Außenministerium. 1950 wurde Charles Fahy schließlich zum Richter am US Court of Appeals für den District of Columbia ernannt. Diesem Bundesberufungsgericht gehörte er bis 1967 an.